# Rote Anneliese
Die Rote Anneliese ist eine Schweizer Zeitung, die 1973 im Oberwallis gegründet wurde. Sie nennt sich selbst «kritische Stimme des Oberwallis» und ist der politischen Linken zuzuordnen. Der Name Rote Anneliese steht für «Rote Analyse». Die Zeitung hat ihren Sitz in Brig-Glis und wird fünf Mal jährlich vom «Verein Rote Anneliese» herausgegeben. Sie hat nach eigenen Ausgaben eine verbreitete Auflage von 2'500 Exemplaren.

## Geschichte
In den ersten Jahren wurde die Rote Anneliese vom Kritischen Oberwallis (KO) herausgegeben. Seitdem sich das KO 1982 mit der SP zur Sozialistischen Partei Oberwallis (SPO) zusammengeschlossen hat, wird die Zeitschrift vom «Verein Rote Anneliese» herausgegeben. 2018 erhielt die Zeitschrift eine neue Redaktion und ein neues Konzept.
Von 2000 bis 2010 arbeitete Kurt Marti als Redaktor der Roten Anneliese. Marti veröffentlichte vielbeachtete Recherchen und deckte mehrere Skandale auf, wie die illegale Entsorgung von Bauabfällen. Die Enthüllungen hatten teilweise strafrechtliche Folgen für die Betroffenen. Auch Kurt Marti wurde wegen seines Einsatzes gegen Machtmissbrauch, Parteifilz und Korruption mehrfach vor Gericht gestellt. Ein Teil dieser Enthüllungen wurde 2012 in Buchform veröffentlicht. Im Jahr 2005 versuchte eine Person, durch den Aufkauf von 300 bis 400 Kioskexemplaren die Verbreitung eines kritischen Artikels der Roten Anneliese zu unterdrücken.
Für die Rote Anneliese schrieben bekannte Autoren wie Beat Jost, Peter Bodenmann, Thomas Burgener sowie die Historikerin Elisabeth Joris. Die Rote Anneliese ist eine der wenigen heute noch in der Schweiz existierenden linksalternativen Zeitungen, die ihren Ursprung in der 68er-Bewegung hat.